# Rammstein
 Ikke at forveksle med Ramstein Air Base.
Rammstein er et tysk Industrial metal-band der blev dannet i januar 1994 med følgende medlemmer:
- Till Lindemann (sang/vokal), forsanger/ leadsanger, (klaver), klaver-piano/ orgel, harpe og mundharmonika, (pyrotekniker), (fyrværker)
- Richard Z. Kruspe (guitar)/ leadguitar, (pyrotekniker), (fyrværker)
- Paul Landers (guitar), (pyrotekniker), (fyrværker)
- Christoph "Doom" Schneider (trommer), (pyrotekniker), (fyrværker)
- Christian "Flake" Lorenz (keyboard), (klaver), (trommer), guitar, trompet, klaver-piano/ orgel, (tredjemølle-keyboard/ keyboard-tredjemølle), keyboard-guitar, (pyrotekniker), (fyrværker)
- Oliver "Ollie" Riedel (bas), (pyrotekniker), (fyrværker)

I 1993 beslutter den dengang 26-årige Richard sig til at danne sit eget tysksprogede rockband. Han vil bringe maskiner og hårde guitarer sammen. Det er grundideen for projektet "Rammstein".
Og i 1994 begynder Kruspe, Riedel og Schneider at arbejde på et fælles projekt. For ikke at blive for belastet af at synge og skrive tekster, søger initiativtageren Kruspe en egnet sanger, og valget falder på Till Lindemann, hvis kraftfulde stemme og udtryksfulde tekster passede til projektet. Senere kom Paul og Christian med.
Navnet 'Rammstein' kaldte de bandet efter en flytragedie som fandt sted i 1988, hvor tre jet-fly kolliderede under et flyshow på den amerikanske luftbase Ramstein som ligger i bandets hjemland, Tyskland. Rammstein kaldte sig 'Rammstein-Flugschau' efter Ramstein-luftshowkatastrofen i 1988 i Tyskland. På det tidspunkt var det den dødeligste luftopvisningsulykke i historien. Efter at bandet blev populært, nægtede bandmedlemmerne i første omgang forbindelsen, bange for at blive dømt over alvoren af det.

## Musikken
Bandet synger på tysk, enkelte sange er udkommet på engelsk, russisk, fransk og spansk, men er alligevel meget populære internationalt. Når Rammstein spiller live i udlandet prøver folk trods sprogbarrier at synge med, hvilket har resulteret i, at bandmedlemmerne har noteret sig, at det mexicanske og chilenske publikum synger bedre end tyskerne selv..

Rammstein er mange gange blevet beskyldt for at være nazistiske, og grundene hertil er mange: Musikkens marcherende grundrytme, rullende r’er i sangen, som henleder tankerne på Adolf Hitler og Joseph Goebbels, og en generel, om end mest i de første år, overmenneske-fremtoning, både på scenen og på billeder kulminerende i Stripped-vidoen, som brugte billeder fra den tyske nazi-propagandafilm Olympia af Leni Riefenstahl. Bandet har udmeldt, at det alene brugte Riefenstahls billeder pga. deres æstetiske indtryk, men i et interview har Till Lindemann erkendt, at bandet gik over stregen med brugen af billederne, og at han i dag fortryder det.
Årsagen til at Rammstein synger på tysk, bunder i Richard Kruspes oprindelige ønske med Rammstein: Det skulle være tysk, og blot fordi Tyskland med 2. verdenskrig har en mindre glorværdig historie, forhindrer det ikke senere generationer i at være stolte af at være tyske, hvilket Paul Landers har udtalt, de er.

Rammstein har i de senere år udmeldt at de i virkeligheden er venstreorienterede, men at de helt ikke ønsker at blande politik ind i deres musik. Det har de dog gjort med sangen Links 2-3-4 (Venstre 2-3-4), fra albummet Mutter (Moder), som de lavede efter beskyldningerne om at de var nazister, blot for at vise en gang at de godt kunne fremføre deres synspunkter på en rå måde.
Yderligere er de også blevet beskyldt af tyske medier for at være det mest perverse band nogensinde. Dette fremgår også af fx deres liveoptræden med nummeret Bück Dich. Rammstein måtte også tilbringe en nat i et mexicansk fængsel efter at have optrådt nøgne!.
Till Lindemann har en voldsom tilstedeværelse på scenen og en rungende bas-stemme. En af hans signatur-manerer er delvist at squatte og banke næven på sit lår i riffens rytme; denne bevægelse kendes af Rammstein-fans. som "Till-Hammeren". Hans vokal er let genkendelig på grund af hans tendens til at rulle på (alle) sine r'er og knurre sine achs.
En anden egenskab er hans originalitet i sine præstationer, såsom at sætte ild i videoen til sangen "Rammstein" og hans uforståelige obskøne løjer i '98 Family Values Tour, da han optrådte med "Bück Dich". Till Lindemann er også en kvalificeret scenefyrværker sammen de andre bandemedlemmer medlemmer fra Rammstein, men efter en ulykke i den grønne bydel i Treptowarenaen i Berlin den 27. september 1996, hvor en brændende faseprop faldt ned blandt publikum, ansatte Rammstein et professionelt pyroteknisk personale, som Till Lindemann også har trænet med. Christoph Schneider udtalte efterfølgende: "Lindemann bliver brændt hele tiden, men han kan lide smerten".[kilde mangler]

## Stil
Selvom Rammstein ofte bliver generaliseret som industrial metal, spænder deres musik over en mangfoldighed af beslægtede genrer som f.eks. hard rock og heavy metal. Denne senmoderne stil kaldes Neue Deutsche Härte, og det er tydeligt, at Rammstein er inspireret af Laibach, et slovensk, neo-klassisk industrial-band, DAF (Deutsche Amerikanische Freundschaft), Oomph!, Die Krupps og Ministry, men den store forskel over enkelte sange som eksempelvis ”Ohne dich”, ”Das alte Leid” og ”Te Quiero Puta!” gør det svært at klassificere bandet med sikkerhed.
Rammsteins stil har delt kritikerne, hvoraf flere har reageret med mindeværdige kommentarer som Jam Showbiz´ karakteristik af Mutter som ”musik til at invadere Polen med” , og den new zealandske avis Southland Times skrev 17. dec. 1999, at "Till Lindemanns voldsommme, sub-soniske stemme" ville få ”bønderne til at flygte ind i deres lader og bolte dørene til.” The New York Times har skrevet, at på scenen ”gav Hr. Lindemann sådan et show af dyrisk maskulinitet og overstrømmende vold, at det så ud som om, han kunne have taget en fan fra mængden af tilskuere og bidt hovedet af ham”. Lindemann selv har sagt til rock-magasinet Kerrang!, at ”vi skubber bare grænserne. Vi kan ikke gøre ved, hvis folk ikke kan lide, at grænserne skubbes.”
På trods af Rammsteins brutale image, demonstrerer mange af dets sange humor. F.eks. er ”Zwitter” et bizart blik på narcissisme og biseksualitet set gennem en hermafrodits synsvinkel:
Wenn die anderen Mädchen suchten (Når de andre søgte efter piger)

Konnt ich mich schon selbst befruchten (Kunne jeg bare befrugte mig selv)

På samme måde har sangen ”Amerika” en humoristisk ændring af omkvædet:

We're all living in Amerika

Coca-Cola, Wonderbra! Normalt ”Amerika ist wunderbar" ("America er vidunderligt"), I et omkvæd sunget som "Coca-Cola, sometimes war"

We're all living in Amerika

Amerika, Amerika!
Nogle af Rammsteins sange viser tydelig indflydelse fra klassiske digtere. Sangen ”Dalai Lama” er tydeligvis skrevet med stærk inspiration fra Goethes ”Der Erlkönig”, og ”Hilf mir” er inspireret af Hoffmanns ”Die gar traurige Geschichte mit dem Feuerzeug”. ”Rosenrot” er inspireret af digtet ”Heidenröslein” af Goethe og ”Sneeweißchen und Rosenrot” af brødrene Grimm.

### Navnet
Navnet ”Rammstein” stammer fra en flyulykke ved en flyveopvisning på flyvebasen Ramstein Air Base i byen Ramstein-Misembach i Vesttyskland d. 28. august 1988, hvor tre italienske fly stødte sammen og styrtede ned i tilskuermængden med 500 sårede og 74 døde til følge. Ændringen af navnet fra Ramstein til Rammstein kom fra Paul Landers, Christoph Schneider og Flake, som oprindeligt ville have et band ved navn ”Rammstein-Flugschau” (Rammstein-flyshow), men fordi det var for langt, skar de ”Flugschau” væk. Desuden har Paul Landers udtalt, at ”(navnet, red.) ”Rammstein” passede godt til musikken.”. Det ekstra m gør at navnet Rammstein direkte kan oversættes til Vædresten forstået som en sten, der vædrer eller rammer ind i noget.

## Live
Rammstein er kendt for deres gennemførte live shows. De anvender et sceneri i form af fyrværkeri, ild og meget andet. En ting der dog er mere særpræget, er deres princip med aldrig at snakke til publikum. Dette princip har de dog brudt hvis publikummet har været overvældende, hvilket bl.a. er sket i Danmark, hvor Rammstein har optrådt 8 gange, heraf to gange på Roskilde Festivalen
I 1998 optog de den meget populære Live aus Berlin DVD/VHS, der dog først udkom i 1999. Filmen har modtaget meget ros fra fans af bandet, og af den grund havde Rammstein også planer om at optage en lignende film i sommeren 2005, som udkom i 2006 under navnet Völkerball.
Udover fyrværkeri, ild m.m. er der også andre ting der går igen i deres shows, som fx:
- Når de optræder med Seemann bliver en af medlemmerne sendt ud på crowd surfing i en gummibåd. Dette kan også ske under nummeret Stripped og Haifisch (Copenhagen Live 2010, 2. juni 2010, Skive festival, 3. juni 2010 og Rammstein live i Forum, København, 21. februar 2012 og i Jyske bank boxen 22. februar 2012).

- Når de optræder med Bück Dich udfører Till Lindemann og Christian Lorenz et "dildoshow". Introen starter dog med at Richard spiller på et brændende keyboard.

- Når de optræder med Mein Teil ligger Flake nede i en stor gryde, mens Till flamberer den med en flammekaster.

- Under Amerika udskydes enorme mængder konfetti fra tre store kanoner foran scenen. På forunderlig vis forsvinder en stor del af det uden at falde ned. Flake kører rundt på scenen på en Segway samtidig med han spiller keyboard. Konfettien bruges nu også i sangen Pussy fra LIFAD.

- Under Asche zu Asche går der ild i Paul og Richards mikrofoner og der udskydes en stor mængde rød røg udover publikum.

- Under Feuer Frei har de "mund-flammekastere" på og spyer ild mod hinanden, mest Flake. Flake har dog en "mund-vandpistol" med en tynd stråle.

- Under Rammstein iføres Till en stor metaljakke der sættes ild i. Dog havde han under Völkerball-showsene i stedet to store flammekastere på armene.

- Under Keine Lust har de også noglegange deres fedme kostumer på så de går rundt som fede mænd.

- Under Du Riechst So Gut går Till ind på scenen med en slags "bue" som skyder fyrværkeri ud. Under guitarsoloen har Paul og Richard påspændt en form for læderarme der udskyder blåt ild.

- Under Ich Tu Dir Weh bliver Flake smidt op i et badekar. Till stiller sig derefter op på en platform der hæver sig flere meter op i luften. Derefter vender han en bøtte på hoved som skyder gnister og fyrværkeri ned på Flake og i badekaret.

- Under LIFAD touren er Till Lindemann begyndt at bruge en benzinstander med flammekaster under sangen Benzin. På et tidspunkt i Benzin løber en stuntmand rundt på scenen og Till flamberer ham med flammekasteren. Han bliver derefter slukket med skumslukker af en roadie.

## Kritik
Iagttagere mener, at Neue Deutsche Härte (NDH), med Rammstein som forgangsband, med sin brug af overmenneske-elementer som eksempelvis videoklip af Leni Riefenstahl gør sig skyldig i en glorificering af den tyske race, som minder om den nazistiske ditto, og som også misbruges af ny-nazister. Problemet ligger i, at udtryksformen hos NDH i høj grad ligner den, nazisterne i 1930'erne gjorde brug af, og kritikken går på, at NDH ikke i høj grad nok har taget afstand fra samtidens højredrejning, hvilket dog flere gange er blevet afvist af Rammstein – eksempelvis med sangen Links 2 3 4.

Desuden hævdes det, at Rammsteins tekster er chauvinistiske, og at bandet undgår enhver form for politisk ansvarlighed som ovenfor angivet ved at tage afstand fra de udtryksformer, de gør brug af, således at disse ikke kan misbruges af højreorienterede. Selv har Rammstein offentligt proklameret, at de er stolte af at være tyskere, og som sådan fremfører sig på en måde, som pga. Tysklands nazi-fortid let kan misforstås, men samtidig, at de, hvis man skal sætte dem ind i det politiske spektrum, er venstreorienterede. Og heri, at det let kan misforstås, ligger efter andres mening kernen i problemet: Rammstein finder, højest sandsynligt rent tilfældigt, udtryksformen, som nazisterne gjorde brug af, kraftig og brugbar, og derfor benytter de sig af den, men selve indholdet i den er de uenig i. Dette er, sammen med de i Rammsteins første år allerede etablerede højreorienterede kunsterne, som gjorde brug af udtryksformer lig Rammsteins, iflg. bandmedlemmerne grunden til den mistolkning, der finder sted.

## Diskografi

### Album
- Herzeleid (1995)
- Sehnsucht (1997)
- Mutter (2001)
- Reise, Reise (2004)
- Rosenrot (2005)
- Liebe ist für alle da (2009)
- Album uden titel (2019)
- Zeit (2022)